# Championnat d'Israël de football 1984-1985
Navigation
Championnat d'Israël 1983-1984 Championnat d'Israël 1985-1986
Le Championnat d'Israël de football 1984-1985 est la 33e édition de ce championnat.

## Classement[1]
| Rang | Équipe                  | Pts | J  | G  | N  | P  | Bp | Bc | Diff |
| ---- | ----------------------- | --- | -- | -- | -- | -- | -- | -- | ---- |
| 1    | Maccabi Haïfa           | 65  | 30 | 20 | 5  | 5  | 57 | 20 | +37  |
| 2    | Betar Jérusalem         | 60  | 30 | 17 | 9  | 4  | 52 | 27 | +25  |
| 3    | Shimshon Tel-Aviv       | 49  | 30 | 13 | 10 | 7  | 29 | 20 | +9   |
| 4    | Maccabi Petah-Tikvah    | 48  | 30 | 13 | 9  | 8  | 45 | 31 | +14  |
| 5    | Hapoël Haïfa            | 44  | 30 | 11 | 11 | 8  | 30 | 26 | +4   |
| 6    | Hapoël Petah-Tikvah     | 43  | 30 | 11 | 10 | 9  | 30 | 27 | +3   |
| 7    | Maccabi Tel-Aviv        | 42  | 30 | 9  | 15 | 6  | 34 | 23 | +11  |
| 8    | Maccabi Netanya         | 38  | 30 | 9  | 11 | 10 | 53 | 40 | +13  |
| 9    | Hapoël Tel-Aviv         | 38  | 30 | 9  | 11 | 10 | 31 | 32 | -1   |
| 10   | Maccabi Yavne           | 36  | 30 | 8  | 12 | 10 | 34 | 38 | -4   |
| 11   | Hapoël Kfar Sabah       | 33  | 30 | 6  | 15 | 9  | 26 | 33 | -7   |
| 12   | Maccabi Jaffa           | 33  | 30 | 8  | 9  | 13 | 30 | 40 | -10  |
| 13   | Hapoël Beer-Sheva       | 32  | 30 | 6  | 14 | 10 | 26 | 30 | -4   |
| 14   | Beitar Tel-Aviv         | 31  | 30 | 7  | 10 | 13 | 28 | 43 | -15  |
| 15   | Hapoël Lod              | 23  | 30 | 5  | 8  | 17 | 15 | 55 | -40  |
| 16   | Hakoah Amidar Ramat Gan | 19  | 30 | 2  | 13 | 15 | 17 | 52 | -35  |

|  | Champion |
|  | Relégué  |

## Bilan de la saison
| Tableau d'Honneur                |                 |
| Compétition                      | Vainqueur       |
| Championnat d'Israël de football | Maccabi Haïfa   |
| Coupe d'Israël de football       | Betar Jérusalem |

| Promotions et relégations |                                                      |
| Relégués en Liga Leumit   | Beitar Tel-Aviv Hapoël Lod Hakoah Amidar Ramat Gan   |
| Promus en Ligat ha'Al     | Maccabi Sha'arayim Hapoël Jérusalem FC Bnei Yehoudah |